# Daniel Marteau
 (avril 2012).
Si vous disposez d'ouvrages ou d'articles de référence ou si vous connaissez des sites web de qualité traitant du thème abordé ici, merci de compléter l'article en donnant les références utiles à sa vérifiabilité et en les liant à la section « Notes et références ».

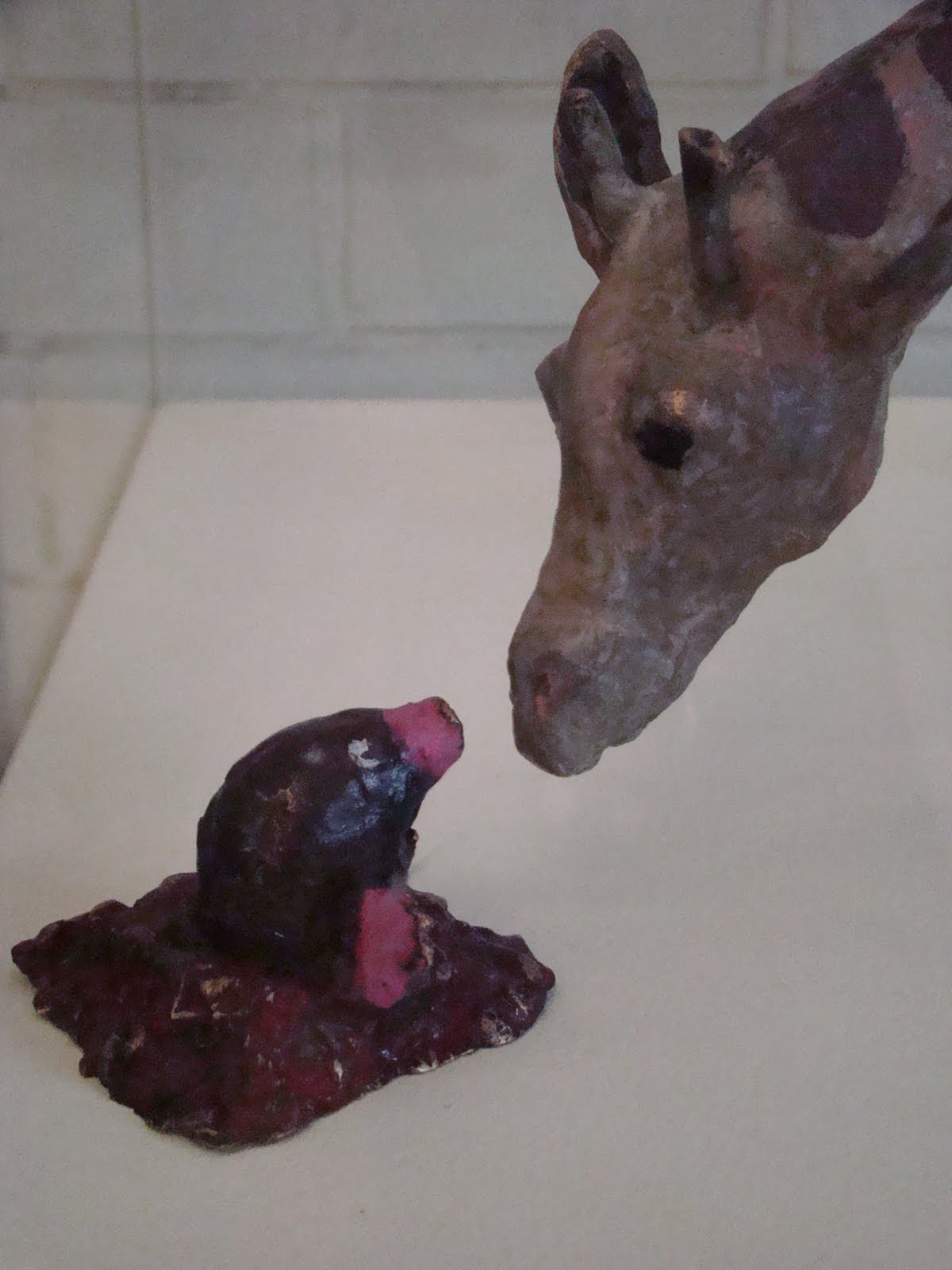
Détail de Girafe observant une taupe

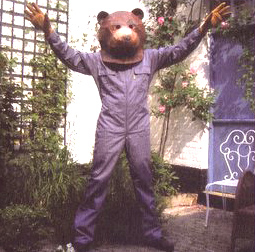
Daniel marteau en tenue de travail

Daniel Marteau, né le 13 août 1945 Sin-le-Noble et mort à Lille le 6 avril 2009, est un artiste peintre, sculpteur et dessinateur français.

## Biographie
Daniel Marteau étudie à l'école des beaux-arts de Douai, puis à l’ENSAIT de Roubaix dans les années 1960.

## Œuvre
« Daniel Marteau nous livre des installations savamment étudiées, une horde d'animaux et de mécaniques énigmatiques qu'on croirait échappées d'un gigantesque manège de fête foraine. 
Ours, baleines, hippopotames, girafes, rhinocéros, singes apparaissent à la fois comme un groupe d'amis intimes, une famille chaleureuse, complice, mais aussi comme un rassemblement de monstres archaïques et inquiétants, ceux qui nous ont effrayés dans nos rêves d'enfance. » 
— Claude Courtecuisse, Paris, le 14 décembre 2006.
- Le Manège de Noble Ours, La Piscine, Musée d'art et d'industrie André Diligent, Roubaix.

- Masque d'Ours, La Piscine, Musée d'art et d'industrie André Diligent, Roubaix.

- Girafe observant une Taupe, La Piscine, Musée d'art et d'industrie André Diligent, Roubaix.
- Girafe à la 2CV, jardin du multi-accueil petite enfance de la rue Montgolfier à Roubaix.
- Le Baron, installation permanente dans le Hall de la Présidence de l'université de Lille3, Villeneuve d'Ascq.
- Aline et Noble Ours, éditions Alain Buyse, Lille.
- Saint Paul et Noble Ours.
- Patrick et Noble Ours.

À propos de Girafe observant une taupe, bronze acquis par le Musée de la Piscine en 2009.

« On dit que les moments les plus périlleux dans la vie d’une girafe sont ceux où elle courbe l’échine, où elle perd de sa hauteur pour aller boire l’eau de la mare par exemple…
Il est également connu que la taupe est totalement vulnérable en plein jour, car elle n’y voit pas à 50 cm!
Ici, l’attirance entre les deux animaux est plus forte, irresistible, la mise en danger nécessaire.
L’un appartient au céleste et à « la tête dans les nuages », l’autre vit habituellement dans les entrailles et l’obscurité de la terre. Dans un croisement de regards permanent les deux
individus s’échangent respectivement leurs points de vue, leurs appréhensions naturellement
antithétiques du monde, leurs consciences se gonflent de réciprocité.
Changer de point de vue.
Daniel Marteau affectionnait ces jeux d’esprit, sorte de contorsions mentales qui ne changent pas la vie,
quoique… »

— (anonyme), paris 2012.

## Expositions
- 2021 Acquisition par le musée La Piscine du Manège de Noble Ours et du Masque d'Ours en bronze (Don de Céline, Catherine et François Marteau)

- 2010  Acquisition par la ville de Roubaix et le musée de La Piscine de la Girafe à la 2CV bronze peint et patiné, installation permanente dans le jardin du multi-accueil petite enfance de la rue Montgolfier à Roubaix (architecte, agence Tank)
- 2009  Acquisition de Girafe observant une taupe, bronze peint et patiné, par le musée de La Piscine de Roubaix, collections animalières[2].
- 2009  Conversations autour d'une Girafe, d'un Ours et d'un Grand Tableau, La Plus Petite Galerie du Monde (OU PRESQUE), Roubaix[3].
- 2009  Hommage à Daniel Marteau, Galerie les 3lacs, Université Lille3 [4], Villeneuve d'Ascq.
- 2008  L'arbre de Noël de Daniel Marteau, Musée de la Piscine, Roubaix [5].
- 2007  Le Baron, commande pour la collection d'art contemporain de l'Université Lille3, installation permanente dans le hall de la présidence de l'université[6].
- 2007 Entre nous, galerie de la médiathèque Gustave Ansart, Trith-Saint-Léger[7].
- 2006 Daniel Marteau et ses animaux, galerie les 3Lacs, galerie d'art contemporain de l'Université Lille3, Villeneuve d'Ascq.
- 2006 Complètement Marteau, exposition réalisée pour le premier anniversaire de la galerie Solstices, Lille [8].
- 2005 Daniel Marteau et Noble Ours, La plus Petite Galerie du Monde (OU PRESQUE), Roubaix.
- 2005 Joue la comme Frida, édition Alain Buyse, livre sérigraphié et exposition réalisés avec les élèves du lycée Dinah Derycke à la Ferme d'en Haut, Maison Folie de Villeneuve d'Ascq en relation avec l'exposition "Mexique Europe" au Musée d'art moderne de Lille-Métropole.
- 2004  On a choisi... Le Manège de Noble Ours, Galerie Le Carré, dans le cadre de Lille 2004, Lille Capitale Européenne de la Culture, Lille.
- 2004 Aline et Noble Ours, livre sérigraphié, éditions Alain Buyse, Lille.
- 2004 Dessins d'artistes, Centre culturel Pablo Picasso, Trith Saint-Léger.
- 2003 Au cirque, Galerie Prisme, Lille.
- 2002 Ikebana, boutique Yamato, Lille.
- 2000 La porte de l'an 2000, intervention à la Braderie de l'art, Roubaix.
- 1999 Dieu et l'Archange Gabriel, intervention à la Braderie de l'art, Roubaix.
- 1998 La Roue de la Fortune, intervention à la Braderie de l'art, Roubaix.
- 1995 Daniel Marteau peintures et sculptures, Espace Charles X, Saint Cyr sur Loire.
- 1994 Architecture intérieure, pour le café-concert « l'Hippo » de l'Hippodrome de Douai-Scène Nationale.
- 1994 Vingt cinq états d'un rectangle, exposition et intervention auprès des élèves de l'école des Blancs Mouchons à Douai.
- 1993 Daniel Marteau, galerie Labisse de l'Hippodrome de Douai-Scène Nationale, Douai.
- 1992/93 Cabinets cubiques d'Éric Joris, Hippodrome de Douai - Le Manège Maubeuge, Douai, Maubeuge.
- 1990 Décor, Alliance Française de Bangkok, Bangkok.
- 1989 Le Franc Symbolique, Galerie 15, Lille.
- 1989 Valise, installation permanente sur le toit de l' Institut Universitaire de Formation des Maîtres (I.U.F.M.), Villeneuve d'Ascq.
- 1986 Daniel Marteau a post-modern painter, galerie de l'Alliance française de Bombay.
- 1986 Décor  pour le Bal du 14 juillet de l'Alliance Française de Bombay, Taj-Mahal Hôtel, BOMBAY.
- 1983 Lardrot, Marteau, Galerie de l'école des beaux-arts, Boulogne-sur-Mer.
- 1980 Peintres du samedi soir, Le Bailliage, Aire-sur-la-lys.
- 1975 Peintres du samedi soir, galerie Bossut, Lille.
- 1975 Peintres du samedi soir, Hôtel de Ville de Douai.
- 1973 Occuper la rue, Centre d'action culturelle (C.A.C.), Douai.
- 1973 Signal, Grasse.
- 1972/73 Galerie Novart, Madrid.
- 1971 Galerie Ségard, Cambrai.
- 1970 Petits Formats, galerie Storme, Lille.
- 1967/1968/1969 galerie Walter Zehnder, Lens.